# Стоянівська сільська рада (Великомихайлівський район)
Стоянівська сільська́ ра́да — колишня адміністративно-територіальна одиниця та орган місцевого самоврядування в Великомихайлівському районі Одеської області. Адміністративний центр — село Стоянове.
Дата ліквідації — 27 листопада 2015 року. Населені пункти були підпорядковані Великомихайлівській селищній громаді.

## Загальні відомості
Стоянівська сільська рада утворена в 1920 році.
- Територія ради: 5,471 км²
- Населення ради: 528 осіб (станом на 2001 рік)

## Населені пункти
Сільській раді були підпорядковані населені пункти:
- с. Стоянове
- с. Василівка
- с. Муратове

## Населення
Згідно з переписом 1989 року населення сільської ради становило 550 осіб, з яких 240 чоловіків та 310 жінок.
За переписом населення 2001 року в сільській раді мешкало 528 осіб.

### Мова
Розподіл населення за рідною мовою за даними перепису 2001 року:
| Мова       | Відсоток |
| ---------- | -------- |
| українська | 78,98 %  |
| молдовська | 16,48 %  |
| російська  | 3,03 %   |
| болгарська | 0,57 %   |
| гагаузька  | 0,57 %   |
| циганська  | 0,19 %   |

## Склад ради
Рада складається з 12 депутатів та голови.
- Голова ради: Гринчишин Ярослав Ярославович
- Секретар ради: Швець Людмила Михайлівна

### Керівний склад попередніх скликань
| Прізвище, ім'я, по батькові   | Основні відомості                                                         | Дата обрання | Дата звільнення |
| ----------------------------- | ------------------------------------------------------------------------- | ------------ | --------------- |
| Гринчишин Ярослав Ярославович | Сільський голова, 1966 року народження, освіта вища                       | 26.03.2006   | 31.10.2010      |
| Гринчишин Ярослав Ярославович | Сільський голова, 1966 року народження, освіта вища, член Партії регіонів | 31.10.2010   |                 |

Примітка: таблиця складена за даними сайту Верховної Ради України

### Депутати
За результатами місцевих виборів 2010 року депутатами ради стали:

#### За суб'єктами висування
| Суб'єкт висування | Кількість обраних депутатів | %    |
| ----------------- | --------------------------- | ---- |
| Партія регіонів   | 11                          | 91,7 |
| Самовисування     | 1                           | 8,3  |

#### За округами
| № округу        | Прізвище, ім'я, по батькові    | Дата визнання обраним | Освіта             | Партійна приналежність | Відомості про обраного депутата                             |
| --------------- | ------------------------------ | --------------------- | ------------------ | ---------------------- | ----------------------------------------------------------- |
| Партія регіонів |                                |                       |                    |                        |                                                             |
| 1               | Чабаненко Юрій Сидорович       | 02.11.2010            | середня            | член Партії регіонів   | тимчасово не працює                                         |
| 2               | Чабаненко Парасков'я Микитівна | 02.11.2010            | середня спеціальна | член Партії регіонів   | територіальний центр допомоги на дому, соціальний працівник |
| 3               | Танасієнко Сергій Андрійович   | 02.11.2010            | середня спеціальна | член Партії регіонів   | приватний підприємець                                       |
| 4               | Сикорська Василиса Василівна   | 02.11.2010            | середня            | член Партії регіонів   | пенсіонер                                                   |
| 5               | Сюпюр Петро Васильович         | 02.11.2010            | середня            | член Партії регіонів   | тимчасово не працює                                         |
| 6               | Панфьорова Ірина Миколаївна    | 02.11.2010            | середня            | член Партії регіонів   | Стоянівська загальноосвітня школа, техпрацівник             |
| 7               | Голубенко Світлана Василівна   | 02.11.2010            | середня            | член Партії регіонів   | Стоянівська сільська рада, землевпорядник                   |
| 8               | Ракович Олег Анатольович       | 02.11.2010            | середня            | член Партії регіонів   | тимчасово не працює                                         |
| 9               | Ізбаш Валентина Григорівна     | 02.11.2010            | вища               | член Партії регіонів   | Стоянівська загальноосвітня школа, вчитель                  |
| 10              | Горемулта Тетяна Федорівна     | 02.11.2010            | вища               | член Партії регіонів   | Стоянівська сільська рада, бухгалтер                        |
| 12              | Швець Людмила Михайлівна       | 02.11.2010            | вища               | член Партії регіонів   | Стоянівська сільська рада, секретар                         |
| Самовисування   |                                |                       |                    |                        |                                                             |
| 11              | Гринчишин Олена Борисівна      | 02.11.2010            | вища               | позапартійна           | Стоянівська бібліотека, завідувачка бібліотеки              |